# Бесов, Олег Владимирович
Олег Владимирович Бесов (род. 27 мая 1933, Москва, РСФСР) — советский и российский математик, доктор физико-математических наук, член-корреспондент РАН по Отделению математики с 1990 года, профессор МФТИ, заведующий отделом теории функций Математического института им. В. А. Стеклова РАН. Лауреат Государственной премии СССР (1977).

## Биография
Первый курс проучился в МФТИ, затем продолжил обучение в МГУ. Окончил механико-математический факультет МГУ (1955) и аспирантуру (1958). Кандидат наук
С 1960 года сотрудник Математического института им. В. А. Стеклова.
С 1956 года преподаёт в МФТИ, ассистент (1956), доцент (1962), профессор (1969) кафедры высшей математики МФТИ. Доктор физико-математических наук (1967). Утверждён в звании профессора (1970).
В теории функций и функциональном анализе есть понятие пространств Бесова. Последние наряду с пространствами Соболева являются основой для многих методов в анализе, например, в теории дифференциальных уравнений в частных производных (см. вложения пространств Соболева).
Лауреат Государственной премии СССР (1977).
Награждён в 2024 году Почётной грамотой Президента Российской Федерации за заслуги в развитии отечественной науки, многолетнюю плодотворную деятельность и в связи с 300-летием со дня основания Российской академии наук.

### Книги и брошюры
- О. В. Бесов. Тригонометрические ряды Фурье: Учебно-методическое пособие. — М.: МФТИ, 2004. — 31 с.

- О. В. Бесов. Методические указания по математическому анализу. Курс лекций по математическому анализу (для студентов 1-го курса). — М.: МФТИ, 2004. — 65 с.

- О. В. Бесов. Методические указания по математическому анализу. Курс лекций по математическому анализу (для студентов 2-го курса). — М.: МФТИ, 2005. — 213 с.
- Oleg V. Besov, Valentin P. Il'in, Sergei M. Nikol'skii. Integral Representations of Functions and Imbedding Theorems. — Scripta Series in Mathematics. — USA: John Wiley & Sons Inc, 1979. — 354 с. — ISBN 047026540X, 978-0470265406.

### Статьи
- О. В. Бесов. О теоремах вложения пространств дифференцируемых функций // УМН. — 1961. — Т. 16, № 5(101). — С. 217–218.
- О. В. Бесов. Продолжение функций за пределы области с сохранением дифференциально-разностных свойств в {\displaystyle L_{p}} // Математический сборник. — 1965. — Т. 66(108), № 1. — С. 80–96.
- О. В. Бесов, П. И. Лизоркин. Сингулярные интегральные операторы и последовательности свёрток в пространствах {\displaystyle L_{p}} // Математический сборник. — 1967. — Т. 73(115), № 1(5). — С. 65–88.
- О. В. Бесов. О коэрцитивности в неизотропном пространстве С. Л. Соболева // Математический сборник. — 1967. — Т. 73(115), № 4(8). — С. 585–599.
- О. В. Бесов, В. П. Ильин. Естественное расширение класса областей в теоремах вложения // Математический сборник. — 1968. — Т. 75(117), № 4. — С. 483–495.
- О. В. Бесов. О продолжении нулём функций многих переменных // Математические заметки. — 1998. — Т. 64, № 3. — С. 351–365.
- О. В. Бесов. О пространствах функций переменной гладкости, определяемых псевдодифференциальными операторами // Тр. МИАН. — 1999. — № 227. — С. 56–74.
- О. В. Бесов. Об оценках некоторых интегральных операторов // Тр. МИАН. — 1999. — № 227. — С. 75–77.
- О. В. Бесов. О компактности вложений весовых пространств Соболева на области с нерегулярной границей // Тр. МИАН. — 2001. — № 232. — С. 72–93.
- О. В. Бесов. Теорема вложения Соболева для области с нерегулярной границей // Математический сборник. — 2001. — Т. 192, № 3. — С. 3–26.
- О. В. Бесов. Эквивалентные нормировки пространств функций переменной гладкости // Тр. МИАН. — 2003. — № 243. — С. 87–95.
- О. В. Бесов. Пространства функций дробной гладкости на нерегулярной области // Математические заметки. — 2003. — Т. 74, № 2. — С. 163–183.
- О. В. Бесов. Эквивалентные нормы в пространствах функций дробной гладкости на произвольной области // Математические заметки. — 2003. — Т. 74, № 3. — С. 340–349.

- О. В. Бесов. Интерполяция, вложение и продолжение пространств функций переменной гладкости // Тр. МИАН. — 2005. — № 248. — С. 52–63.
- О. В. Бесов, В. А. Садовничий, С. А. Теляковский. О научной деятельности С. М. Никольского // УМН. — 2005. — Т. 60, № 6(366). — С. 5–20.
- О. В. Бесов. Оценка приближения периодических функций суммами Фурье // Математические заметки. — 2006. — Т. 79, № 5. — С. 784–787.
- О. В. Бесов. Оценки {\displaystyle L_{p}}-модулей непрерывности на областях с нерегулярной границей и теоремы вложения // СМФН. — 2007. — № 25. — С. 21–33.